# Včelí matka

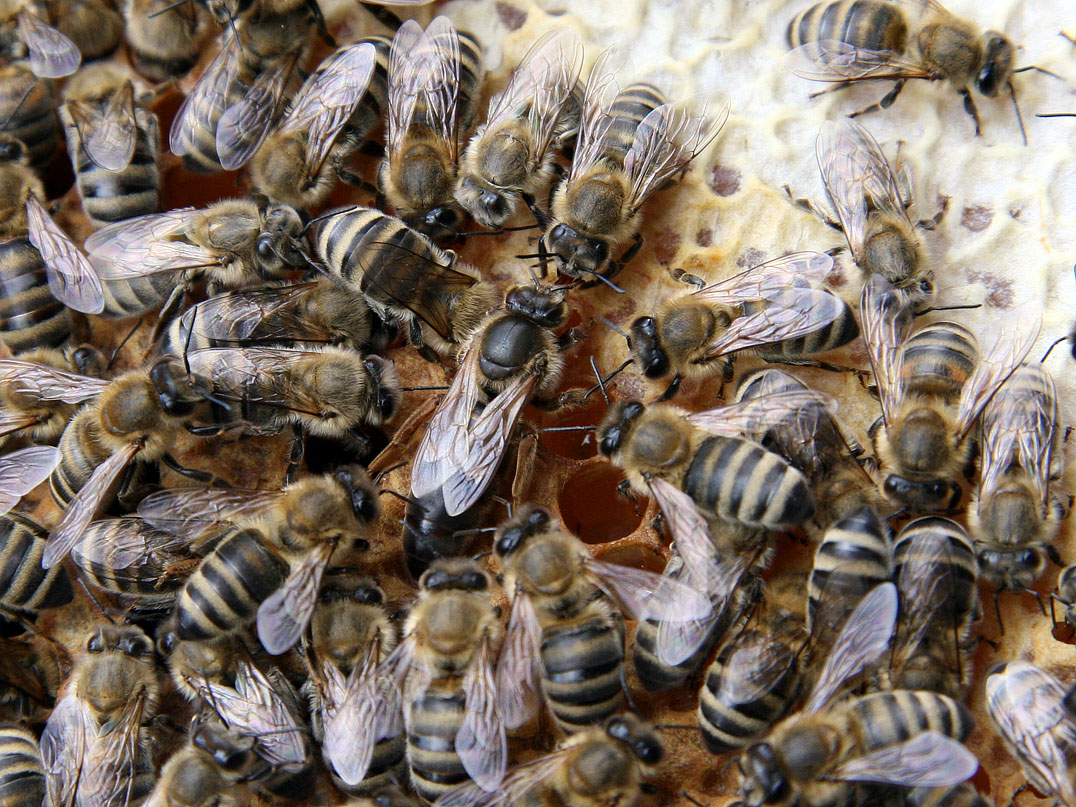
Včelí matka na plástu

Včelí matka, někdy též královna, je samice včely medonosné s funkčními reprodukčními orgány. Její tělo je výrazně delší než u ostatních dvou kast – trubců a dělnic. V průběhu života se navíc mírně zvětšuje. Funkcí matky je kladení vajíček a také produkce feromonu nutného pro normální fungování včelstva, jakožto superorganismu. V jednom včelstvu je obvykle jen jedna matka. V přírodě matka žije maximálně 5 let, obvykle ale jen 2 až 3 roky. Na rozdíl od dělnic není její žihadlo vybavené zpětnými háčky, proto může bodat opakovaně, aniž by si žihadlo vytrhla.  
Název včelí matka vystihuje samou podstatu její existence. Toto označení je typické i pro další slovanské jazyky. Označení královna vychází z původně antického chápání včelstva jako společenství vládkyně a poddaných. Dodnes je včelí matka označována jako královna ve většině románských a anglosaských jazyků. V češtině zní pojem včelí královna spíše beletristicky. Často bývá v překladech cizojazyčných textů.[zdroj?]

## Funkce ve včelstvu
V úlu bývá jen jedna včelí matka, výjimečně po nějakou dobu také dvě matky při tzv. tiché výměně matky. Matka udržuje ve včelstvu povědomí o své přítomnosti vylučovaným feromonem zvaným mateří látka.
Včelstvo dokáže v případě úmrtí matky takovou ztrátu nahradit tím, že vytvoří tzv. nouzový matečník, ze kterého vychová novou včelí matku. 
Matka se vylíhne již po 16 dnech od položení vajíčka. První matka, která se vylíhne, může zabít jedem svého žihadla, které nemá zpětné háčky jako u dělnic, všechny ostatní matky (před vylíhnutím nebo po vylíhnutí). Matka žije nejdéle z celého včelstva (udává se 3-5 let). Má okolo sebe průběžně 10-15 včel (dělnic), které tvoří její družinu a které o matku pečují (krmí mateří kašičkou a odebírají výkaly). Dělnice, které se matky dotýkají přenášejí pak její feromon sociálním kontaktem na všechny ostatní včely ve včelstvu. 
Matka, která ještě nebyla oplodněna a je čerstvě vylíhnutá, je zvána panuška. Ta vylétá z úlu na tzv. snubní let na místo zvané trubčí shromaždiště, kde se nechá oplodnit až 15 trubci z různých včelstev v okolí, čímž je zajištěna nepříbuznost a různorodost vlastností dělnic. 
Trubci po oplodnění královny hynou, jelikož jejich pohlavní orgán po ejakulaci praskne.
Kromě snubního letu matka vylétá z úlu pouze při rojení. S rojem vylétá stará matka, která pak pokračuje v kladení v novém včelstvu. První roj (prvoroj) mohou při extrémně dobrých podmínkách následovat i mladé neoplozené matky, tzv. poroje (neoplozené matky). Mladá matka po oplození zůstává ve včelstvu až do své smrti nebo dalšího vyrojení.
Matka celý svůj život klade vajíčka do dělnicemi připravených buněk v plástu. Z oplodněných vajíček se líhnou dělnice, případně matky, a z neoplodněných trubci. Matka tak může ovlivnit, co se z vajíčka narodí (zda dělnice nebo trubec, který je o něco větší a jeho jedinou funkcí je oplodnit matku). Udává se, že za 24 hodin dokáže naklást až 2000 vajíček.

## Značení včelích matek
| Barva   | Barva | Rok končící číslem |
| ------- | ----- | ------------------ |
| bílá    |       | 1 nebo 6           |
| žlutá   |       | 2 nebo 7           |
| červená |       | 3 nebo 8           |
| zelená  |       | 4 nebo 9           |
| modrá   |       | 5 nebo 0           |

Matky se značí malou kapkou barvy na hrudník, nebo barevnou opalitovou značkou s pořadovým číslem. Označením si včelaři usnadňují její hledání mezi ostatními včelami a také pro určení jejího stáří. Barevné značení má mezinárodní platnost.